# 上帝創造女人

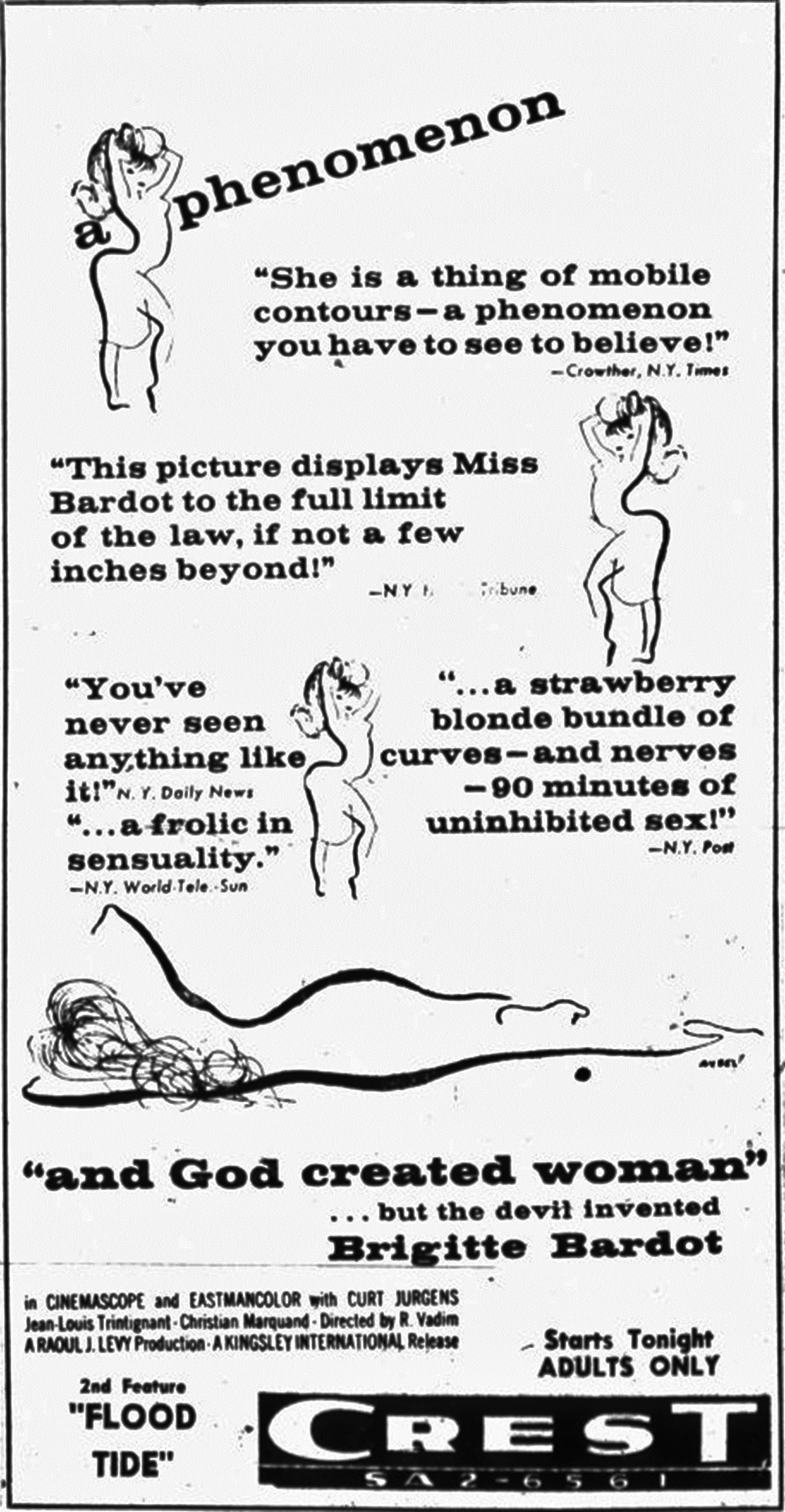

《上帝創造女人》（Et Dieu... créa la femme，又譯「惹火尤物」），1956年發行的法國電影，由羅傑·華汀導演，碧姬·芭杜主演。由於內容有許多對於女性身體的描述，在當時引起轟動。电影曾为当年英国票房前十名，以及当时全美票房最高的外语片。電影在美國公映時被衛道組織國家正派軍團所譴責，警方亦試圖壓制該片的放映。

## 外部連結
- 互联网电影数据库（IMDb）上《上帝創造女人》的资料（英文）
- And God Created Woman （页面存档备份，存于） an essay by Chuck Stephens at the Criterion Collection